# Lu (Staat)

Lage Lus im staatlichen Gefüge des 5. Jh. v. Chr.

Lu (chinesisch 魯國 / 鲁国, Pinyin Lǔguó, W.-G. Lu Kuo), auch Östliches Lu (東魯 / 东鲁,  Dōnglǔ,  Tung Lu) genannt, war ein antiker chinesischer Staat, der während der Zeit der Frühlings- und Herbstannalen im Gebiet der heutigen Provinz Shandong lag.
Der Staat entstand im 10. vorchristlichen Jahrhundert und ging im Jahr 256 v. Chr. unter.
Lu lag im Südwesten und Zentrum der heutigen Provinz Shandong. Es grenzte an die beiden mächtigen Staaten Qi im Norden und Chu im Süden. Die Hauptstadt war Qufu.
Trotz seiner relativ geringen Größe konnte Lu eine Armee von Qi im Jahr 684 v. Chr. zurückschlagen. Die politische Macht des Staates wurde später zwischen den Familien Jisun, Mengsun und Shusun aufgeteilt. Im Jahr 256 v. Chr. wurde Lu von Chu annektiert.
Lu war die Heimat von Konfuzius.

## Fürsten von Lu (Staat)
Die Herrscher von Lu führten ihre Linie auf Zhou Gong Dan (Herzog Dan von Zhou) zurück, dem Bruder des Gründers der Zhou-Dynastie. Die Fürsten von Lu trugen im Feudalsystem der Zhou-Dynastie den Titel Gong, was sich in etwa mit dem eines europäischen Herzogs übersetzen lässt. Die schematisch verliehenen, postumen Herrschernamen, unter denen sie heute bekannt sind, setzen sich entsprechend aus den Bestandteilen Lu [Postumer Name] Gong zusammen, übersetzbar jeweils als „Herzog [Name] von Lu“.
| chinesische Konvention: Lu + posthumer Name |                                   |                                |
|                                             |                                   |                                |
| Posthumer Name (謚號 / 谥号, Shìháo)        | Personenname                      | Dauer der Regentschaft v. Chr. |
| Bai Qin (伯禽, Bǎi Qín)                     | Ji Bai Qin (姬伯禽, Jī Bǎi Qín)   | 1043–998                       |
| Kao Gong (考公, Kǎo Gōng)                   | Ji Qiu (姬酋, Jī Qi)              | 997–994                        |
| Yang Gong (煬公 / 炀公, Yáng Gōng)          | Ji Xi (姬熙, Jī Xī)               | 993–988                        |
| You Gong (幽公, Yōu Gōng)                   | Ji Zai (姬宰, Jī Zǎi)             | 987–974                        |
| Wei Gong (魏公, Wèi Gōng)                   | Ji Xi (姬晞, Jī Xī)               | 973–924                        |
| Li Gong (厲公, Lì Gōng)                     | Ji Zhuo (姬擢, Jī Zhuó)           | 923–887                        |
| Xian Gong (獻公 / 献公, Xiàn Gōng)          | Ji Ju (姬具, Jī Jù)               | 886–855                        |
| Zhen Gong (真公, Zhēn Gōng)                 | Ji Bi (姬濞, Jī Bì)               | 854–826                        |
| Wu Gong (武公, Wǔ Gōng)                     | Ji Ao (姬敖, Jī Áo)               | 825–816                        |
| Yi Gong (懿公, Yì Gōng)                     | Ji Xi (姬敖, Jī Xì)               | 815–807                        |
| Fei Gong (廢公 / 废公, Fèi Gōng)            | Ji Bai Yu (姬伯御, Jī Bǎi Yù)     | 806–796                        |
| Xiao Gong (孝公, Xiào Gōng)                 | Ji Cheng (姬稱 / 姬称, Jī Chēng)  | 795–769                        |
| Hui Gong (惠公, Huì Gōng)                   | Ji Fu Nie (姬弗涅, Jī Fú Niè)     | 768–723                        |
| Beginn des Berichtszeitraums                |                                   |                                |
| Yin Gong (隐公, Yǐn Gōng)                   | Ji Xi Gu (姬息姑, Jī Xī Gū)       | 722–712                        |
| Huan Gong (桓公, Huán Gōng)                 | Ji Yun (姬允, Jī Yǔn)             | 711–694                        |
| Zhuang Gong (莊公 / 庄公, Zhuāng Gōng)      | Ji Tong (姬同, Jī Tóng)           | 693–662                        |
| Min Gong (閔公 / 闵公, Mǐn Gōng)            | Ji Qi (姬啟 / 姬启, Jī Qǐ)        | 661–660                        |
| Xi Gong (僖公, Xǐ Gōng)                     | Ji Shen (姬申, Jī Shēn)           | 659–627                        |
| Wen Gong (文公, Wén Gōng)                   | Ji Xing (姬興 / 姬兴, Jī Xīng)    | 626–609                        |
| Xuan Gong (宣公, Xuān Gōng)                 | Ji Nei (姬餒 / 姬馁, Jī Něi)      | 608–591                        |
| Cheng Gong (成公, Chéng Gōng)               | Ji Hei Gong (姬黑肱, Jī Hēi Gōng) | 590–573                        |
| Xiang Gong (襄公, Xiān Gōng)                | Ji Wu (姬午, Jī Wǔ)               | 572–542                        |
|                                             | Ji Ye (姬野, Jī Yě)               | 542                            |
| Zhao Gong (昭公, Zhāo Gōng)                 | Ji Chou (姬稠, Jī Chóu)           | 541–510                        |
| Ding Gong (定公, Dìng Gōng)                 | Ji Song (姬宋, Jī Sòng)           | 509–495                        |
| Ai Gong (哀公, Āi Gōng)                     | Ji Jiang (姬將 / 姬将, Jī Jiāng)  | 494–468                        |
| Ende des Berichtszeitraums                  |                                   |                                |
| Dao Gong (悼公, Dào Gōng)                   | Ji Ning (姬寧 / 姬宁, Jī Níng)    | 467–437                        |
| Yuan Gong (元公, Yuán Gōng)                 | Ji Jia (姬嘉, Jī Jiā)             | 436–416                        |
| Lu ist nicht mehr unabhängig                |                                   |                                |
| Mu Gong (穆公, Mù Gōng)                     | Ji Xian (姬顯 / 姬显, Jī Xiǎn)    | 415–383                        |
| Gong Gong (共公, Gòng Gōng)                 | Ji Fen (姬奮 / 姬奋, Jī Fèn)      | 382–353                        |
| Kang Gong (康公, Kāng Gōng)                 | Ji Tun (姬屯, Jī Tún)             | 352–344                        |
| Jing Gong (景公, Jǐng Gōng)                 | Ji Yan (姬匽, Jī Yǎn)             | 343–323                        |
| Ping Gong (平公, Píng Gōng)                 | Ji Shu (姬叔, Jī Shú)             | 322–303                        |
| Wen Gong (文公, Wén Gōng)                   | Ji Jia (姬賈, Jī Jiǎ)             | 302–280                        |
| Qing Gong (頃公 / 顷公, Qǐng Gōng)          | Ji Chou (姬讎, Jī Chóu)           | 279–256                        |